# Fredrik Borgström
Fredrik Borgström är född 8 januari 1982, är en svensk handbollsspelare, vänsternia, som spelat i HK Drott och OV Helsingborg och som 2009 gick över till Eslövs HF.